# Mega Speelstad
Mega Speelstad (Super ville de jeux en néerlandais) est un parc d'attractions composé de Speelstad (Ville de jeux): parc intérieur et de Toverstad (Ville magique): parc extérieur. Il est situé dans le village de Wechelderzande, commune de Lille dans la Province d'Anvers, en Belgique. Il est ouvert toute l'année et est accessible jusqu'à 12 ans.

## Speelstad
Speelstad est le parc d'attractions couvert avec ses 4 000 m2.

### Attractions
- Peuterzone (Zone de tout-petits): plaine de jeux
- Treintje (Petit train)
- Schommelboot (Bateau-balançoire): bateau à bascule junior
- Paardenmolen (Manège): carrousel
- Tassenmolen (Manège de tasses): tasses junior
- Waterbootjes (Bateaux d'eaux): pédalos à mains
- Kleine Speelkooi (Petite cage à jeu): piscine à balles
- Monorail: monorail suspendu junior
- Groot Disco Springkasteel (Grand château sautant disco): piste de danse junior
- Butterfly: Du constructeur Heege, modèle Butterfly (2002). Similaire au Balancier des Fortiches, Futuroscope
- Luna Loop: attraction de type Loopi du constructeur Heege. Attraction ressemblant au Tourbillon, Futuroscope
- PS 2 Wall: consoles PlayStation 2
- Spookhuis (Maison des fantômes): walkthrough
- Grote Speelkooi (Petite cage à jeu): plaine de jeux sur plusieurs étages
- Groot Springkasteel (Grand château sautant): château gonflable
- Rodeo Stier (Rodéo taureau): rodéo mécanique
- Botsauto's (Autos-tamponneuse)
- Trampolines
- Maquillage gratuit
- Leeuwenkamp (Camp des lions)
- Disco Twister: montagnes russes E-Powered du constructeur Eos Rides modèle Typhoon

Et pour les parents: billards, snookers, fléchettes, etc.

## Toverstad
Toverstad est l'aire de jeux extérieure de 1 000 m2.

### Attractions
- un village de 15 maisons de contes parlantes
- Plaine de jeux
- Enclos des animaux à caresser
- Circuit de go kart à pédales
- Trampolines
- Tir de balles